# Šuňava
Šuňava (in ungherese Szépfalu, in tedesco Schönau) è un comune della Slovacchia facente parte del distretto di Poprad, nella regione di Prešov.
Nelle cronache storiche, il villaggio fu menzionato per la prima volta nel 1269.